# Zwangsarbeitslager Zaslaw
Zwangsarbeitslager Zaslaw (z niem. Obóz Pracy Przymusowej Zasław) – niemiecki obóz pracy dla Żydów z ówczesnych powiatów sanockiego oraz leskiego, istniejący w latach 1939–1943 na terenie wsi Zasław nad Osławą. Znajdował się obok linii kolejowej Sanok – Zagórz – Ustrzyki Dolne, na terenie dawnej Fabryki Celulozy.

## Historia
Pierwsze prace przy budowie obozu rozpoczęto już jesienią 1939. Początkowo był to obóz pracy na potrzeby wojska. Obóz powstał jesienią 1940. Z inicjatywą utworzenia obozu pracy dla żydowskich rzemieślników wystąpił Judenrat w Sanoku, którego przewodniczącym był Leon Werner.
W okresie działalności nazistowskiej pierwotnie zgromadzono tu Żydów z samego tylko Zagórza. Od 24 czerwca 1941, przez obóz przeszło ok. 15 000 osób z całych Bieszczadów, głównie z Ustrzyk Dolnych, z Sanoka i powiatu sanockiego i około 2500 Żydów z Leska. W tym 10 000 zamordowano na miejscu, a ok. 5000 wywieziono do obozu w Bełżcu. Egzekucje odbywały się w lasku zwanym „Malinki” i na górze Gruszka. Około 9 osób rozstrzelała niemiecka straż kolejowa w lesie Rozstockim, a w lesie koło leśniczówki zabito kilku Romów. Więźniowie zajmowali baraki oraz dawne budynki przemysłowe. Wielu z powodu braku miejsca koczowało pod gołym niebem. Wewnątrz stworzono warsztaty krawieckie, szewskie oraz kuśnierskie produkujące na potrzeby Waffen-SS. Więźniowie wykonywali wiele prac poza obozem, głównie przy budowie i naprawie dróg. W obozie w Zasławiu dokonywano egzekucji więźniów przywiezionych z więzienia w Sanoku
W 1943 hitlerowcy zacierali ślady obozu przy pomocy więźniów, którzy musieli wydobywać zwłoki pomordowanych z ziemi i palić je na stosach, a prochy wrzucać do rzeki.
Hitlerowski koncentracyjny obóz w Zasławiu podlegał placówce Gestapo w Sanoku. Jego komendantami byli: Johan Vogt (został zastrzelony przez innego Niemca), a od 1943 Alfred Miller, natomiast zastępcą Otto Kratzman. Zewnętrzną ochronę obozu stanowiły ukraińskie jednostki Ukrainische Hilfpolizei dowodzone przez Tichonkę. Wewnętrzną administrację obozu stanowił aparat administracyjny: powołana przez Niemców Rada Żydowska Judenrat oraz podległe jej jednostki policji żydowskiej Judenordnungsdienst. Przewodniczącymi Judenratu byli Szimel, Szyja Sznajder. Komendantem obozu był Kurt Schupke.
W obozie był osadzony dr Leon Penner, który zbiegł stamtąd.
Na miejscu zbrodni znajduje się zbiorowa mogiła rozstrzelanych, którą upamiętnia kurhan z obeliskiem i tablicą pamiątkową (projektantami byli Kazimierz Ciepielowski i Bronisław Bekalik ze ZBoWiD Autosan w Sanoku).  Pierwsze odsłonięcie pomnika miało miejsce 15 grudnia 1963. Na betonowym czworoboku ze ścianami obłożonymi granitową kostką umieszczono wykonane z drutu postaci dwojga ludzi złączonych stygmatem śmierci. Na pomniku zainstalowano tablicę pamiątkową. Potem pomnik został odsłonięty w ramach obchodów Narodowego Święta Odrodzenia Polski 22 lipca 1964 (aktu dokonał sekretarz Komitetu Powiatowego PZPR w Sanoku, Ignacy Bąk). Tego samego dnia I. Bąk odsłonił też pomnik na miejscu egzekucji w lesie Hanusiska także pod Zagórzem. Inskrypcja na tablicy brzmi: W hołdzie pomordowanym w latach okupacji ofiarom hitlerowskiego barbarzyństwa obelisk ten w miejscu kaźni zbudowało koło ZBoWiD przy SFA w Sanoku grudzień 1963.
Pisarz Kalman Segal w swojej reportażowej powieści pt. Nad dziwną rzeką Sambation, napisanej w 1955 i wydanej w 1957, zawarł odniesienia do obozu w Zasławiu.